# Dodonaea viscosa
Dodonaea viscosa är en kinesträdsväxtart som först beskrevs av Carl von Linné och som fick sitt nu gällande namn av Nikolaus Joseph von Jacquin.
Dodonaea viscosa ingår i släktet Dodonaea och familjen kinesträdsväxter.
Arten förekommer i tropiska och subtropiska regioner. Den är utformad som en buske eller ett litet träd med taggar. Bladen är smala och det finns små blommor med gulgrön färg. Frukten har vingar.

## Underarter
Arten delas in i följande underarter:
- Dodonaea viscosa angustissima
- Dodonaea viscosa cuneata
- Dodonaea viscosa elaeagnoides
- Dodonaea viscosa mucronata
- Dodonaea viscosa spatulata
- Dodonaea viscosa viscosa
- Dodonaea viscosa galapagensis